# Ratnasiri Wickremanayake
Ratnasiri Wickremanayake (n. 5 de maio de 1933 – Colombo, m. 27 de dezembro de 2016) foi um político cingalês, primeiro-ministro do seu país de 19 de novembro de 2005 até 21 de abril de 2010. Anteriormente exerceu o mesmo cargo em 2000 sucedendo a então primeira-ministra Sirimavo Bandaranaike, permanecendo até 2001.
Ratnasiri morreu em 27 de dezembro de 2016, aos 83 anos.